# Kostel svatého Vavřince (Koryčany)
Římskokatolický farní kostel svatého Vavřince v Koryčanech. První zmínka o kostele pochází z roku 1350, přesný rok stavby však není znám. Nynější podoba je z druhé poloviny 17. století.